# جان کلینبرگ
جان کلینبرگ (انگلیسی: Jon Kleinberg؛ زادهٔ ۱۹۷۱ (۵۳–۵۴ سال)) یک دانشمند رایانه، استاد علوم رایانه در دانشگاه تیش و استاد علوم اطلاعات در دانشگاه کرنل، اهل ایالات متحده آمریکا است. کلینبرگ به دلیل فعالیت‌هایش در زمینه الگوریتم و شبکه شناخته شده است.
او برنده جایزه نوانلینا از اتحادیه بین‌المللی ریاضیات است. 